# Bilan saison par saison des Raptors de Toronto

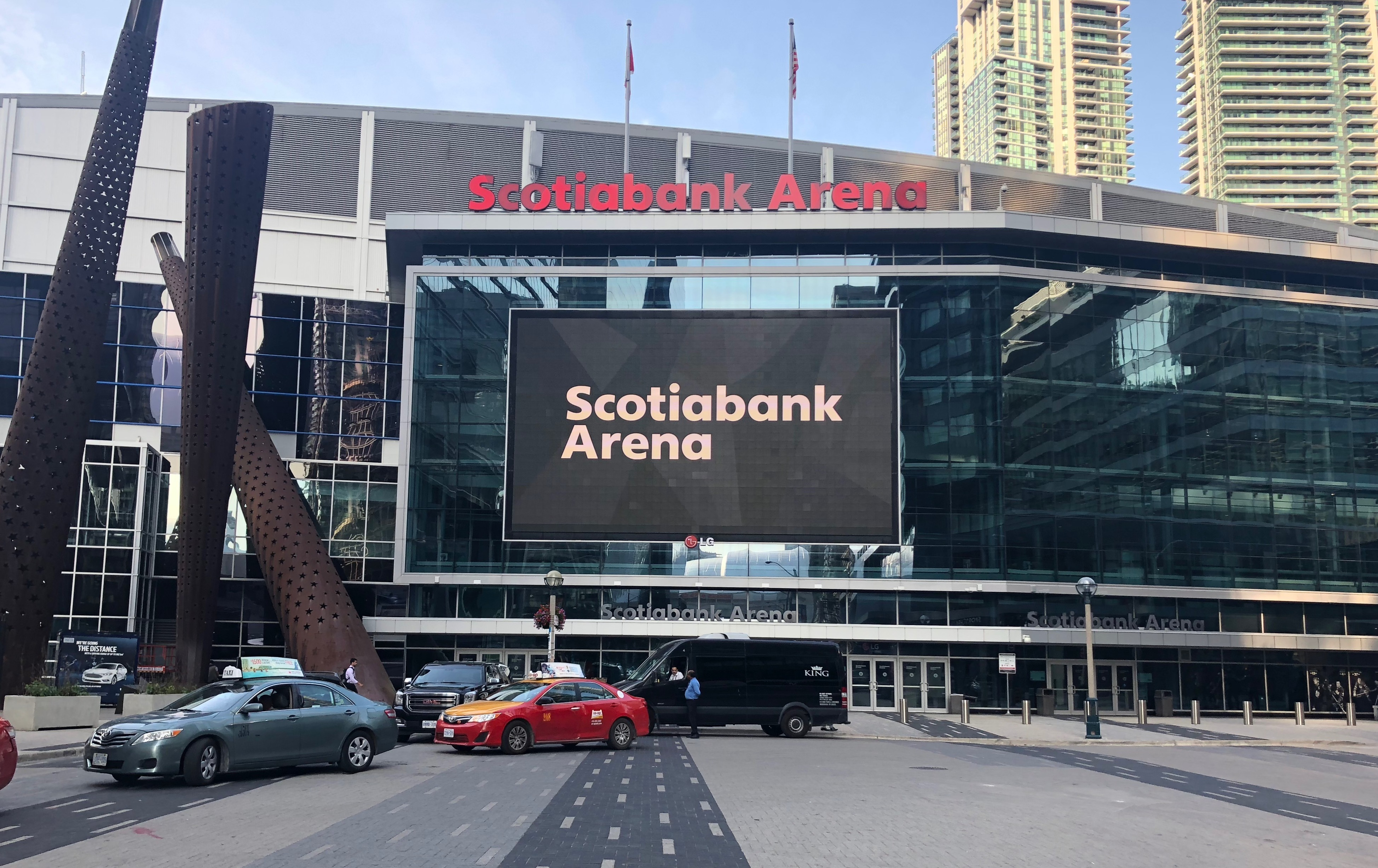
La Scotiabank Arena, anciennement Air Canada Centre, est la salle des Raptors de Toronto depuis la saison 1998-1999.

Le tableau suivant est un bilan saison par saison des Raptors de Toronto avec les performances réalisées par la franchise depuis sa création en 1995. 
| Saison           | Équipe           | Conférence       | Conférence       | Division         | Division         | Saison régulière | Saison régulière | Saison régulière | Playoffs | Entraîneur principal        | Réf.        |
| Saison           | Équipe           | Conférence       | Conférence       | Division         | Division         | V                | D                | PCT              | Playoffs | Entraîneur principal        | Réf.        |
| ---------------- | ---------------- | ---------------- | ---------------- | ---------------- | ---------------- | ---------------- | ---------------- | ---------------- | --- | --------------------------- | ----------- |
| Toronto Raptors  |                  |                  |                  |                  |                  |                  |                  |                  | |                             |             |
| 1995-96          | 1995-96          | Est              | 14e              | Centrale         | 8e               | 21               | 61               | 25,6%            | - | Brendan Malone              | [ 1 ]       |
| 1996-97          | 1996-97          | Est              | 12e              | Centrale         | 8e               | 30               | 52               | 36,6%            | - | Darrell Walker              | [ 2 ]       |
| 1997-98          | 1997-98          | Est              | 15e              | Centrale         | 8e               | 16               | 66               | 19,5%            | - | Darrell Walker Butch Carter | [ 3 ]       |
| 1998-99          | 1998-99          | Est              | 10e              | Centrale         | 6e               | 27               | 23               | 46,0%            | - | Butch Carter                | [ 4 ]       |
| 1999-00          | 1999-00          | Est              | 6e               | Centrale         | 3e               | 37               | 45               | 54,9%            | Défaite au premier tour (New York, 0-3) | Butch Carter                | [ 5 ]       |
| 2000-01          | 2000-01          | Est              | 5e               | Centrale         | 2e               | 35               | 47               | 57,3%            | Victoire au premier tour (New York, 3-2) Défaite en demi-finale de conférence (Philadelphie, 3-4)                                                                                              | Lenny Wilkens               | [ 6 ]       |
| 2001-02          | 2001-02          | Est              | 7e               | Centrale         | 3e               | 40               | 42               | 51,2%            | Défaite au premier tour (Détroit, 2-3) | Lenny Wilkens               | [ 7 ]       |
| 2002-03          | 2002-03          | Est              | 14e              | Centrale         | 7e               | 58               | 24               | 29,3%            | - | Lenny Wilkens               | [ 8 ]       |
| 2003-04          | 2003-04          | Est              | 10e              | Centrale         | 6e               | 49               | 33               | 40,2%            | - | Kevin O'Neill               | [ 9 ]       |
| 2004-05          | 2004-05          | Est              | 12e              | Atlantique       | 4e               | 49               | 33               | 40,2%            | - | Sam Mitchell                | [ 10 ]      |
| 2005-06          | 2005-06          | Est              | 12e              | Atlantique       | 4e               | 27               | 55               | 32,9%            | - | Sam Mitchell                | [ 11 ]      |
| 2006-07          | 2006-07          | Est              | 2e               | Atlantique       | 1er              | 47               | 35               | 57,3%            | Défaite au premier tour (New Jersey, 2-4) | Sam Mitchell                | [ 12 ]      |
| 2007-08          | 2007-08          | Est              | 6e               | Atlantique       | 2e               | 41               | 41               | 50,0%            | Défaite au premier tour (Orlando, 1-4) | Sam Mitchell                | [ 13 ]      |
| 2008-09          | 2008-09          | Est              | 13e              | Atlantique       | 4e               | 33               | 49               | 40,2%            | - | Sam Mitchell Jay Triano     | [ 14 ]      |
| 2009-10          | 2009-10          | Est              | 9e               | Atlantique       | 2e               | 40               | 42               | 48,8%            | - | Jay Triano                  | [ 15 ]      |
| 2010-11          | 2010-11          | Est              | 14e              | Atlantique       | 5e               | 22               | 60               | 26,8%            | - | Jay Triano                  | [ 16 ]      |
| 2011-12          | 2011-12          | Est              | 11e              | Atlantique       | 4e               | 23               | 43               | 34,8%            | - | Dwane Casey                 | [ 17 ]      |
| 2012-13          | 2012-13          | Est              | 10e              | Atlantique       | 4e               | 34               | 48               | 41,5%            | - | Dwane Casey                 | [ 18 ]      |
| 2013-14          | 2013-14          | Est              | 3e               | Atlantique       | 1er              | 48               | 34               | 58,5%            | Défaite au premier tour (Brooklyn, 3-4) | Dwane Casey                 | [ 19 ]      |
| 2014-15          | 2014-15          | Est              | 4e               | Atlantique       | 1er              | 49               | 33               | 59,8%            | Défaite au premier tour (Washington, 0-4) | Dwane Casey                 | [ 20 ]      |
| 2015-16          | 2015-16          | Est              | 2e               | Atlantique       | 1er              | 56               | 26               | 68,3%            | Victoire au premier tour (Indiana, 4-3) Victoire en demi-finale de conférence (Miami, 4-3) Défaite en finale de conférence (Cleveland, 2-4)                                                    | Dwane Casey                 | [ 21 ]      |
| 2016-17          | 2016-17          | Est              | 3e               | Atlantique       | 2e               | 51               | 31               | 62,2%            | Victoire au premier tour (Milwaukee, 4-2) Défaite en demi-finale de conférence (Cleveland, 0-4)                                                                                                | Dwane Casey                 | [ 22 ]      |
| 2017-18          | 2017-18          | Est              | 1er              | Atlantique       | 1er              | 59               | 23               | 72,0%            | Victoire au premier tour (Washington, 4-2) Défaite en demi-finale de conférence (Cleveland, 0-4)                                                                                               | Dwane Casey                 | [ 23 ]      |
| 2018-19          | 2018-19          | Est              | 2e               | Atlantique       | 1er              | 58               | 24               | 70,7%            | Victoire au premier tour (Orlando, 4-1) Victoire en demi-finale de conférence (Philadelphie, 4-3) Victoire en finale de conférence (Milwaukee, 4-2) Victoire en finale NBA (Golden State, 4-2) | Nick Nurse                  | [ 24 ]      |
| 2019-20          | 2019-20          | Est              | 2e               | Atlantique       | 1er              | 53               | 19               | 73,6%            | Victoire au premier tour (Brooklyn, 4-0) Défaite en demi-finale de conférence (Boston, 3-4) | Nick Nurse                  | [ 25 ]      |
| 2020-21          | 2020-21          | Est              | 12e              | Atlantique       | 5e               | 27               | 45               | 37,5%            | - | Nick Nurse                  | [ 26 ]      |
| 2021-22          | 2021-22          | Est              | 5e               | Atlantique       | 3e               | 48               | 34               | 58,5%            | Défaite au premier tour (Philadelphie, 2-4) | Nick Nurse                  | [ 27 ]      |
| 2022-23          | 2022-23          | Est              | 9e               | Atlantique       | 5e               | 41               | 41               | 50,0%            | - | Nick Nurse                  | [ 28 ]      |
| 2023-24          | 2023-24          | Est              | 12e              | Atlantique       | 5e               | 25               | 57               | 30,5%            | - | Darko Rajaković             | [ 29 ]      |
| 2024-25          | 2024-25          | Est              | 11e              | Atlantique       | 3e               | 30               | 52               | 36,6%            | - | Darko Rajaković             | [ 30 ]      |
| Saison régulière | Saison régulière | Saison régulière | Saison régulière | Saison régulière | Saison régulière | 1 126            | 1 266            | 47,1%            | |                             |             |
| Playoffs         | Playoffs         | Playoffs         | Playoffs         | Playoffs         | Playoffs         | 57               | 66               | 46,3%            | 1 titre NBA | 1 titre NBA                 | 1 titre NBA |